# Востряков, Игорь Дмитриевич
Игорь Дмитриевич Востряко́в  (1 декабря 1938, Петрозаводск — 3 июля 2018) — советский, российский и карельский писатель, автор детских книг.

## Биография
Игорь Востряков родился в Петрозаводске Карельской АССР.
Отец — Востряков Дмитрий Петрович (1911—1998), начальник цеха Онежского завода. Мать — Вострякова Вера Васильевна (1913—2003), чертёжница на Онежском заводе.
Востряков стал рано сочинять. Его бабушка знала множество древних, карельских песен, из каких выстроен весь текст всемирно известной «Калевалы». Эти песни определили главный стержень творчества Вострякова — фольклор. После седьмого класса работал грузчиком, трактористом, шофером, комбайнером, служил в армии, учился в вечерней школе, Ленинградском университете на факультете журналистики, работал корреспондентом «Последних известий» на карельском радио. Его первые рассказы заметил и оценил Эдуард Успенский.
В 1982 году Востряков принимал участие в творческом семинаре на базе журналов «Весёлые картинки» и «Мурзилка», где обсуждались его стихи и проза. После чего его стали печатать журналы: «Колобок», «Мурзилка», «Пионер», журналы для детей на финском языке, различные альманахи, еженедельник «Семья», произведения звучали на радио и центральном телевидении.
В 1988 году вышла повесть о детском доме — «Братья». В 1989 году книга рассказов «Дождь из огурцов» с послесловием Эдуарда Успенского.
До своей смерти работал ответственным секретарем Карельского Союза писателей, являлся членом редакционного совета журнала «Север».

## Список произведений
| Название                                           | Дата      | Жанр                                                             | Примечание |
| -------------------------------------------------- | --------- | ---------------------------------------------------------------- | ---------- |
| Братья                                             | 1988      | Повесть о детском доме                                           | -          |
| Дождь из огурцов                                   | 1989      | Рассказы                                                         | -          |
| Чунды — Унды — Заколюки                            | 1992      | Стихи                                                            | -          |
| О мышонке и лягушонке                              | 1993      | Сказки                                                           | -          |
| Как я обманывал                                    | 1994      | Маленькая повесть                                                | -          |
| Приключения полковника Гаврилова                   | 1995      | Рассказы — страшилки                                             | -          |
| Удивительные вещи доктора Сидорова                 | 1996      | Рассказы                                                         | -          |
| Загадки от фонаря                                  | 1997      | стихи                                                            | -          |
| О лейтенанте ГАИ, который нашел своё призвание     | 1998      | Экологические мечтания (стихи)                                   | -          |
| Невероятное происшествие на центральной площади    | 1999      | Сказочные стихи                                                  | -          |
| Учебник по вранью, или как тренировать воображение | 2000      | Веселый учебник для ребят                                        | -          |
| Детская «Калевала»                                 | 2001      | Авторский пересказ в прозе                                       | -          |
| Сны о Христе                                       | 2002      | Рассказы о детстве Иисуса                                        | -          |
| Удивительные истории Болтайки и Хрусталика         | 2003      | Повесть — сказка                                                 | -          |
| Золотое сечение                                    | 2004      | Истории, сказки, притчи                                          | -          |
| Тайны лежачего полицейского                        | 2005      | Невероятные приключения колеса                                   | -          |
| Быть здоровым — здорово!                           | 2006      | Рассказы для дошкольников                                        | -          |
| Путь к здоровью                                    | 2007      | Комикс для школьников                                            | -          |
| Святой из преисподней                              | 2007      | Фантастическая повесть                                           | -          |
| Приключения неопытных туристов                     | 2008      | Рассказы                                                         | -          |
| Волшебный лучик детства                            | 2009      | Избранное (предисловие Эдуарда Успенского)                       | -          |
| Наши сумасшедшие дома                              | 2010      | Переводы детских стихов со шведского (шведский поэт Свен Нуберг) | -          |
| Эпическая поэма «Калевала»                         | 2011-2012 | Авторский пересказ для школьников в стихах                       | -          |
| Та часть речи, которая упала с печи                | 2016      | Избранное (предисловие Эдуарда Успенского)                       | -          |

## Награды и премии
- 2005 — лауреат Международного конкурса за рассказ «Командировка» о первых днях войны.
- 2009 — лауреат премии «Сампо» Главы Республики Карелия за создание книги «Волшебный лучик детства».
- 2009 — присвоено почетное звание «Заслуженный работник культуры Республики Карелия».
- 2016 — «Та часть речи, которая упала с печи» признана[кем?] книгой года в номинации «Лучшая книга для детей и юношества».[4][5]